# Anne-Violaine Brisou
Anne-Violaine Brisou, née le 2 juin 1963, est une meneuse française spécialisée dans l'attelage à un cheval. Multiple championne de France dans la discipline, elle a également été championne du monde par équipe et vice-championne du monde en individuel en 2008, ainsi que vice-championne du monde par équipe en 2014.

## Palmarès
- 2002 : Championne de France[3].
- 2006 : 4e par équipe et 5e en individuel du Championnat du monde d'attelage à un cheval à Pratoni del Vivaro en Italie[4].
- 2007 : Championne de France.
- 2008 : Championne de France[5].
- 2008 : Championne du monde par équipe et vice-championne du monde en individuel à Jarantów en Pologne[6].
- 2009 : Championne de France[7].
- 2010 : Vice-championne de France.
- 2010 : 4e par équipe au championnat du monde à Pratoni del Vivaro en Italie.
- 2013 : Championne de France.
- 2014 : Vice-championne du monde par équipe à Izsák en Hongrie[8].
- 2018 : Vice-championne du monde par équipe à Kronenberg aux Pays-Bas.